# Hải Chính
Hải Chính là một xã cũ thuộc huyện Hải Hậu, tỉnh Nam Định, Việt Nam.
Xã Hải Chính có diện tích 3,47 km², dân số năm 2022 là 6.267 người, mật độ dân số đạt 1.806 người/km².